# Mai Mơ và Chi Li
Mai Mơ và Chi Li là tên của một truyện tranh Việt Nam do Phan Thị Giao Chi viết cốt truyện và Hướng Dương vẽ minh họa. Truyện được đăng trên báo Nhi Đồng trong khoảng thời gian 1995-2005 và được nhà xuất bản Văn Nghệ ấn hành từ năm 2007. Truyện xoay quanh cuộc sống của hai chị em song sinh Mai Mơ và Chi Li cùng với những người bạn thân của mình trong trường dạy phép thuật Úm Ba La.

## Danh sách một số nhân vật

### Nhóm Mai Mơ và Chi Li
- Mai Mơ: Nhân vật nữ chính của truyện và cũng là tâm điểm của những diễn biến tình tiết trong truyện. Một học sinh lười biếng, ham chơi, học kém và hay quậy phá - chính tính cách này đã gây ra nhiều tình huống dở khóc dở cười cho bản thân Mai Mơ cũng như những người xung quanh. Nhưng Mai Mơ cũng là một cô gái tốt bụng và cô thật sự đóng một vai trò quan trọng trong các cuộc phiêu lưu của cả nhóm bạn. Về sau, Mai Mơ theo học về khóa "phép thuật hiện đại" và trở nên rất rành rẽ về món này.
- Chi Li: Chị song sinh và là một bản sao ngược của Mai Mơ về tính cách: chăm chỉ, học giỏi, hạnh kiểm tốt. Điểm đáng phàn nàn về tính cách là thái độ chiều chuộng quá mức đối với cô mèo cưng Méo Méo của mình.
- An: Một nữ sinh trường Úm Ba La có vẻ ngoài rất nam tính với mái tóc cắt ngắn và trang phục áo thun-quần jean như con trai. Có biệt tài phun lửa - tuy nhiên độ chính xác của ngọn lửa khá thấp và thường dẫn tới tình trạng "quân ta bắn quân mình".
- Ti Ti: Nữ sinh của trường Úm Ba La. Điểm đặc trưng là mái tóc dài và luôn vận bộ váy dài chấm gót. Có biệt tài phun nước.
- Caron: Nữ sinh của trường Úm Ba La. Sinh ra trong một gia đình ma cà rồng quý tộc và cũng có tính cách rất là quý tộc. Sở hữu mái tóc vàng xoăn tít và luôn vận một bộ váy dài kiểu châu Âu cổ điển. Tuyệt chiêu đặc trưng là "cạp cạp".

### Nhân vật phụ trợ
- Bạch Tuộc: chú bạch tuộc này chủ yếu đóng vai trò là người dẫn truyện, nhưng đôi khi cũng tham gia hoạt động "giao tiếp" với các nhân vật.
- Đôrêméo: nhân vật này một cô mèo máy, có ngoại hình hao hao giống nhân vật Đôrêmon và cũng có các bửu bối như chú mèo máy nổi tiếng - trong số đó bửu bối được nhóm Mai Mơ-Chi Li sử dụng nhiều nhất là cỗ máy thời gian. Tuy nhiên mỗi lần sử dụng bửu bối của Đôrêméo thì khách hàng phải trả phí với giá cắt cổ.
- Méo Méo: một cô mèo được Chi Li nhận nuôi và rất được Chi Li cưng chiều. Tuy nhiên, mối quan hệ Mai Mơ - Méo méo thì hoàn toàn ngược lại. Ban đầu Méo méo rất lười bắt chuột, nhưng sau khi nằm mơ bị binh lính vương quốc Chuột bắt làm tù binh thì Méo méo trở nên rất căm thù chuột, sẵn sàng bắt giết để trả thù.